# إفراج مشروط (مسلسل)
إفراج مشروط هو مسلسل تلفزيوني كويتي عرض لأول مرة في رمضان 2019.

## القصة
```
تدور أحداثه حول أربع فتيات تربين في دار للأيتام، كبرن وفي داخلهن رغبة عارمة لاكتشاف حقيقة هويتهن، والوصول إلى أسرهن بعد أن عشن حياة مشبعة بالغموض.
```

## طاقم العمل
- إخراج : عيسى ذياب
- الكاتب : عبدالمحسن الروضان

## التمثيل
- خالد أمين
- سعد الفرج
- هدى الخطيب
- فيصل العميري
- هبه الدري
- محمد العلوي
- سلمى سالم
- عبدالمحسن القفاص
- احمد ايراج
- شهد الياسين
- يوسف البلوشي
- زينب غازي
- فرح الصراف
- عبدالله الزيد
- مي البلوشي
- نواف العلي
- سالي القاضي
- سعوده
- منى حسين
- روان العلي
- اسامه المزيعل
- حامد محمد
- رسول الصغير
- عصام الكاظمي

- كفاح الرجيب

- يوسف الحشاش

- مصطفى محمود
- هبه العبسي

- ميثم الحسيني

## الأطفال
- رهف التميمي

- فاطمة الأنصاري

- فجر اليوسف

- شوق بنت عبد الله

- ملك أبو زيد

- ريان اشكناني

- ليان اشكناني

- بدور بنت عبد الله

- شيخه الخارجي

- عايشه الأنصاري

- رولا أبو زيد

- غرور صفر

- احمد علي

- هند البلوشي